# ロシア海軍航空隊
ロシア海軍航空隊（露: Морская авиация Военно-морского флота, МА ВМФ、英: Russian Naval Aviation）は、ロシア海軍の航空部隊（海軍航空隊）。海上の敵艦船、輸送部隊、揚陸艦艇、航空機への攻撃および偵察活動、艦隊と港湾軍事基地、施設の防空を主任務とする。陸上部隊への航空支援、電子戦、機雷の展開あるいは掃海活動、海上における捜索救助も行う。
現在の司令官はアンドレイ・ニコライエヴィチ・パホモフ（Пахомов, Андрей Николаевич）大佐。

## 組織
海軍総司令部直属部隊の他、カスピ小艦隊を除く各艦隊に航空部隊が所属している。

### 北方艦隊所属部隊
- 北方艦隊混成航空隊
  - 第100独立海軍戦闘航空連隊 - セヴェロモルスク基地
  - 第279独立艦載戦闘機航空連隊 - セヴェロモルスク基地
  - 第830独立艦載対潜ヘリコプター連隊 - セヴェロモルスク基地
  - 第403独立混成航空連隊 - セヴェロモルスク基地
  - 第73独立長距離対潜航空飛行隊 - キペロヴォ基地

### 太平洋艦隊所属部隊
- 第865独立戦闘機航空連隊：エリゾヴォ
- 第317独立混成航空連隊：エリゾヴォ
- 第568独立混成航空連隊 - カーメンヌイ・ルチェイ基地
- 第289独立混成対潜航空連隊 - ニコラエフカ基地
- 第71独立輸送航空飛行隊 - クネヴィッチ基地

### バルチック艦隊所属部隊
- 第689親衛戦闘機航空連隊 - チカロフスク基地、2024年6月25日に航空宇宙軍に再編されていたことが確認された[4]。
- 第4独立親衛海軍攻撃機航空連隊 - チェルニャホフスク基地
- 第125独立ヘリコプター飛行隊 - チカロフスク基地
- 第396独立艦載対潜ヘリコプター飛行隊 - ドンスコエ基地
- 第398独立輸送航空飛行隊 - フラブロヴォ基地

### 黒海艦隊所属部隊
- 第43独立海軍攻撃機航空連隊 - サーキ飛行場、2022年8月9日のウクライナ軍のクリミア攻撃により壊滅[5]
- 第25独立艦載対潜ヘリコプター連隊 - カチャ飛行場
- 第917独立混成航空連隊 - カチャ飛行場

## 階級
海軍航空隊の階級呼称は陸軍式（全軍式）である。従って、海軍航空隊の将官は提督ではなく将軍である。

## ギャラリー

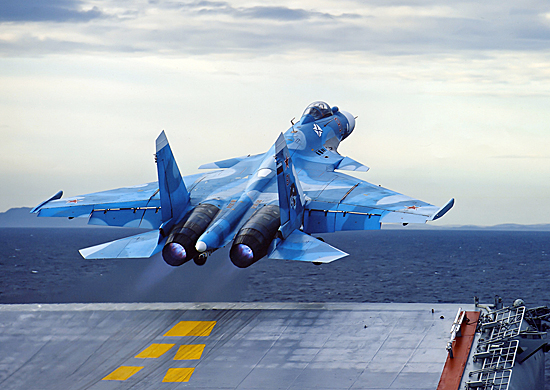
スホーイ Su-33
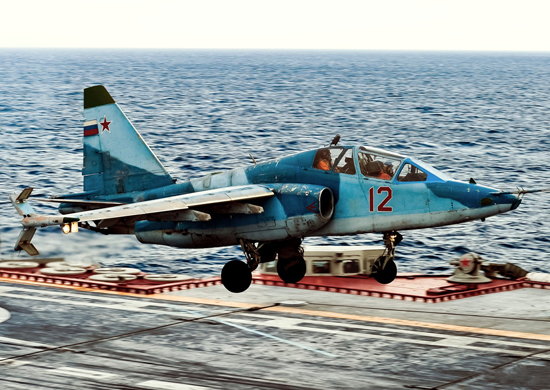
スホーイ Su-25UTG
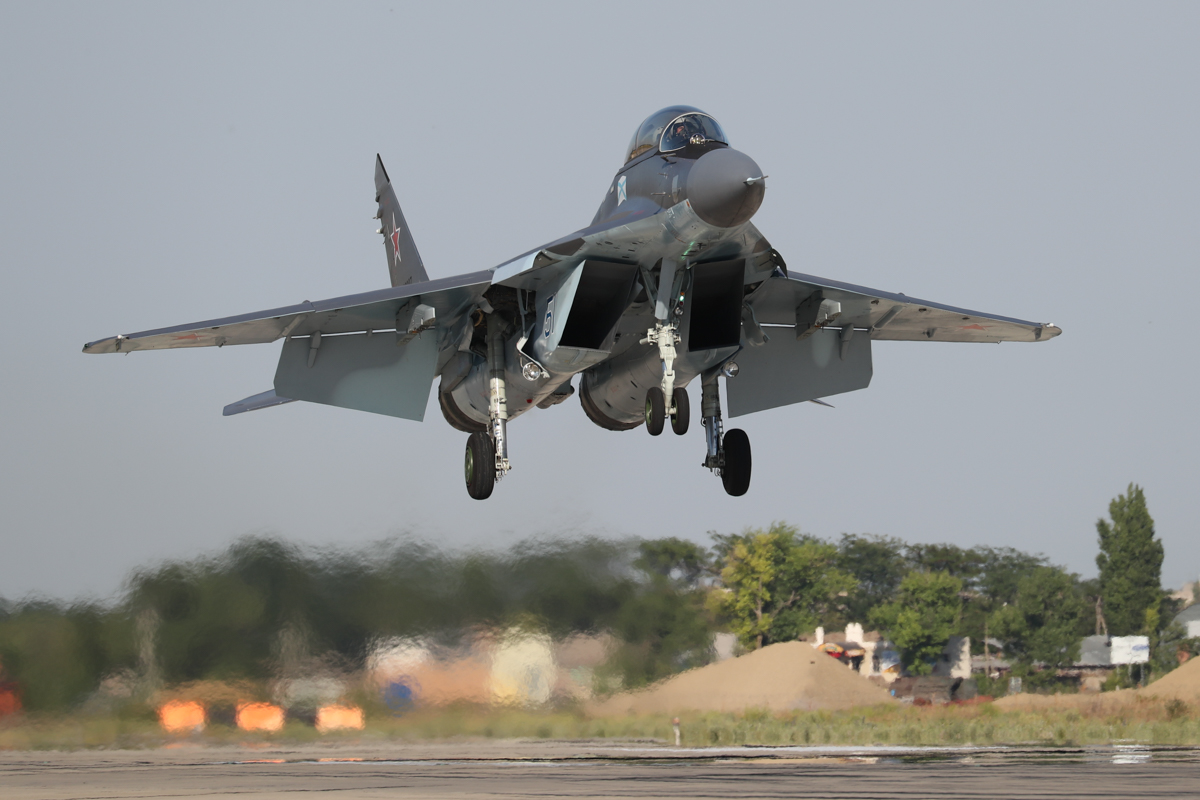
ミコヤン MiG-29K
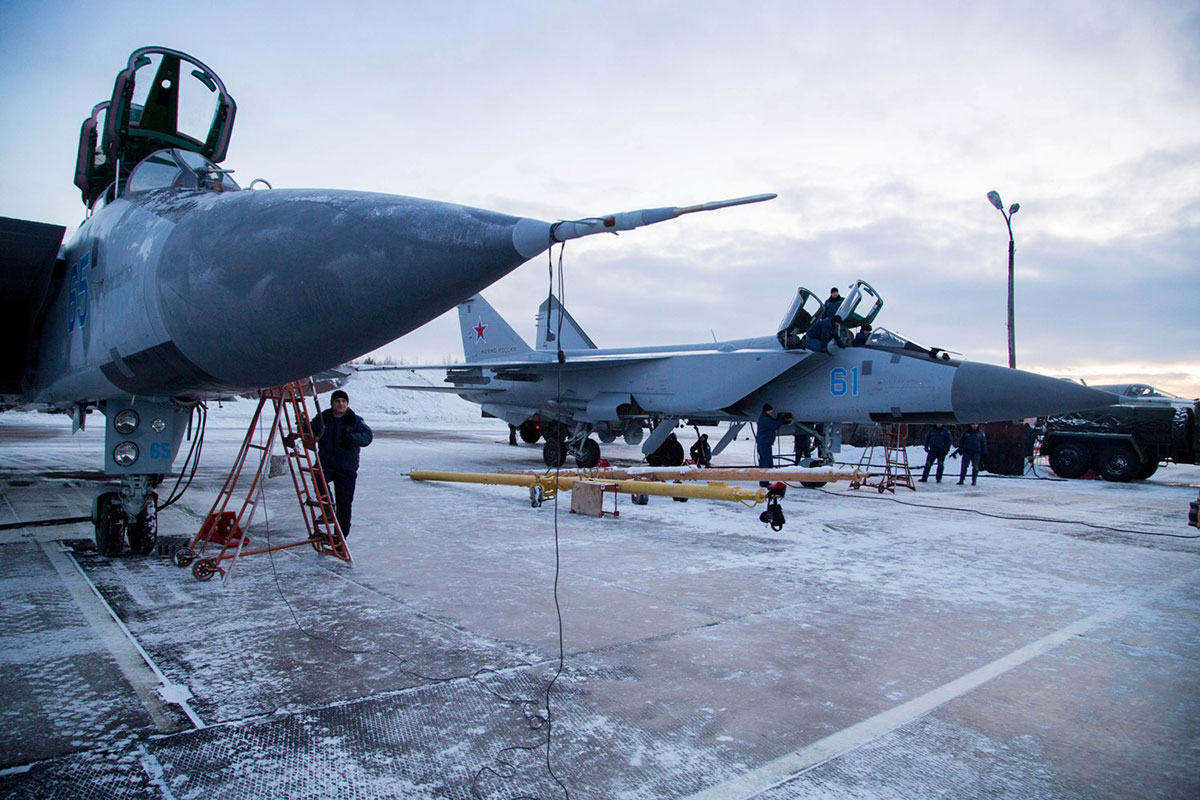
ミコヤン MiG-31BM
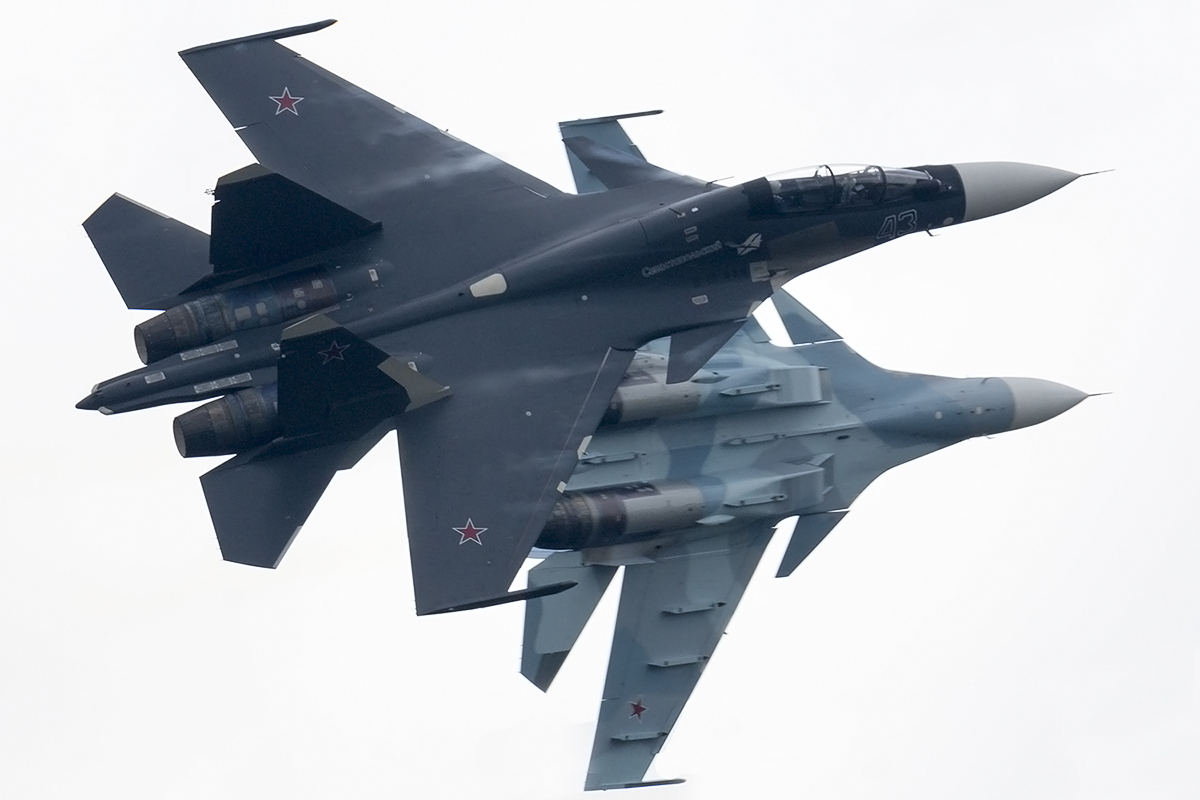
スホーイ Su-30SM
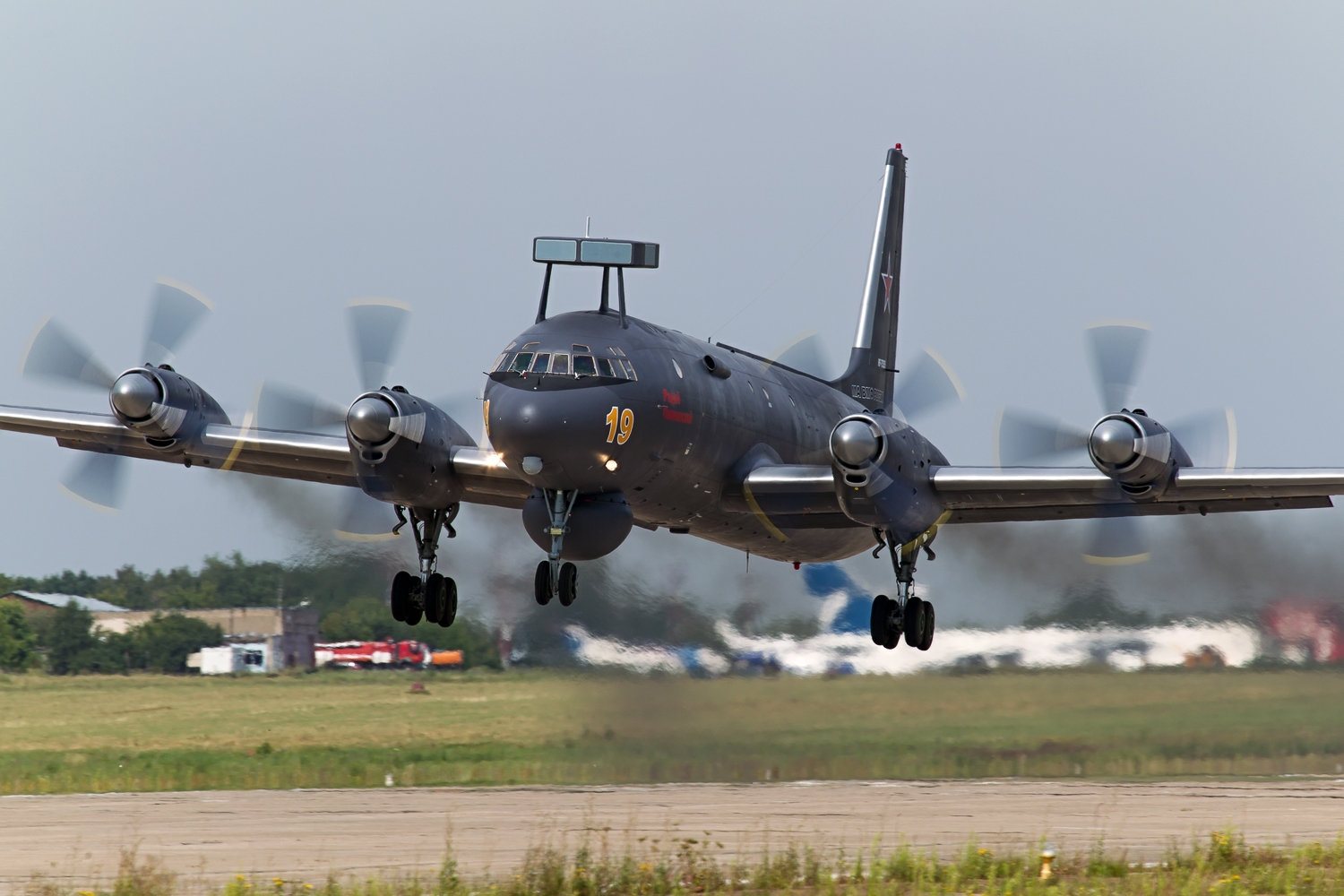
イリューシン Il-38
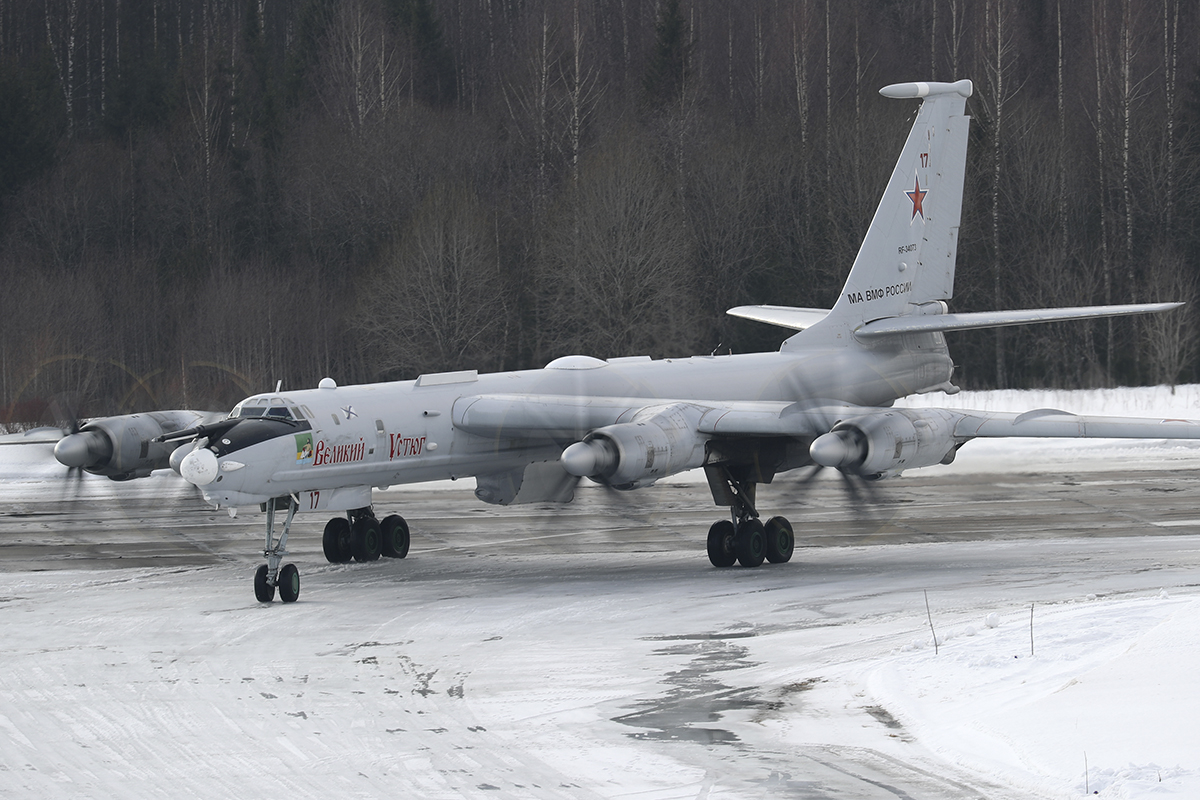
ツポレフ Tu-142
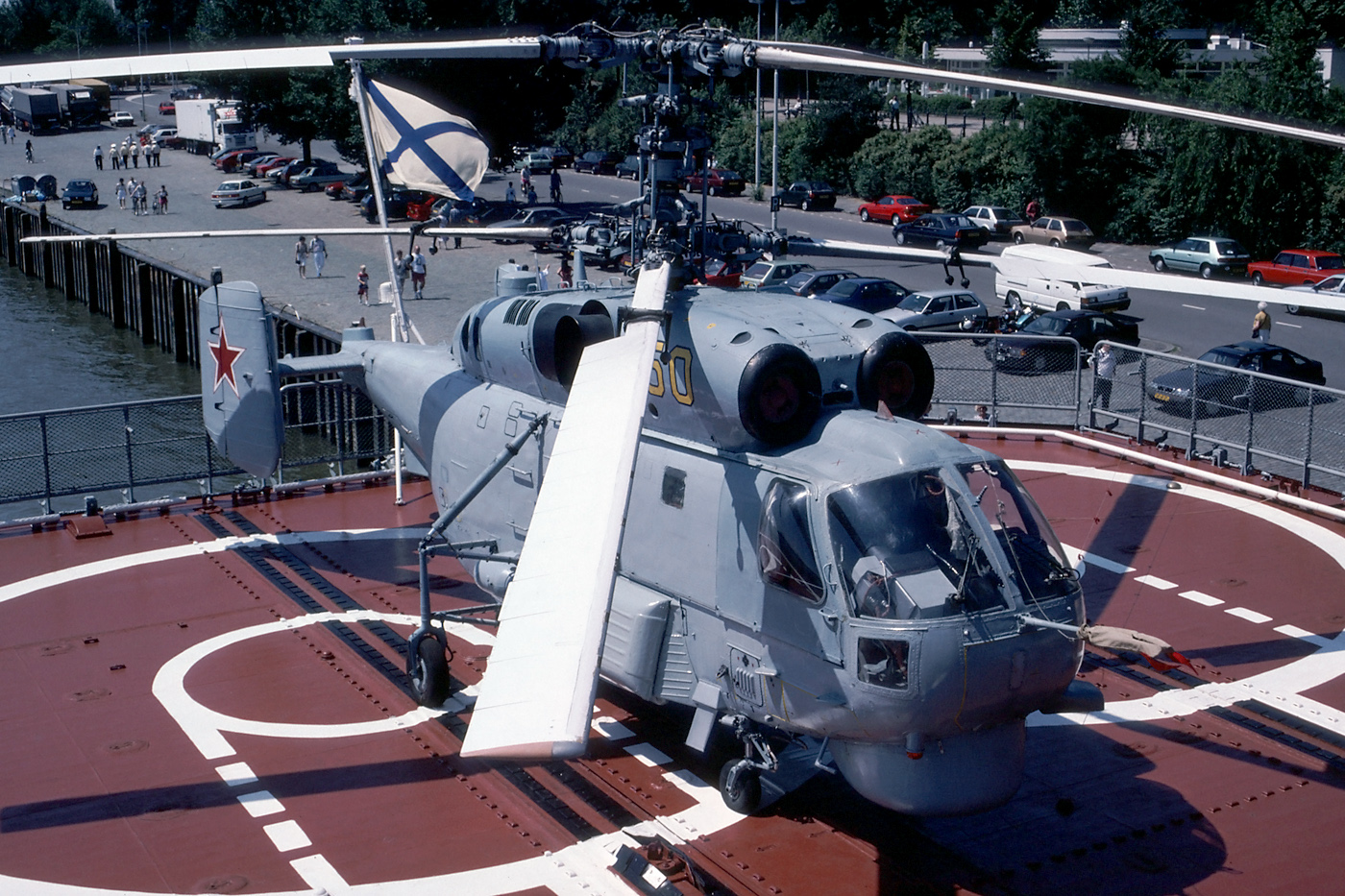
カモフ Ka-27PL
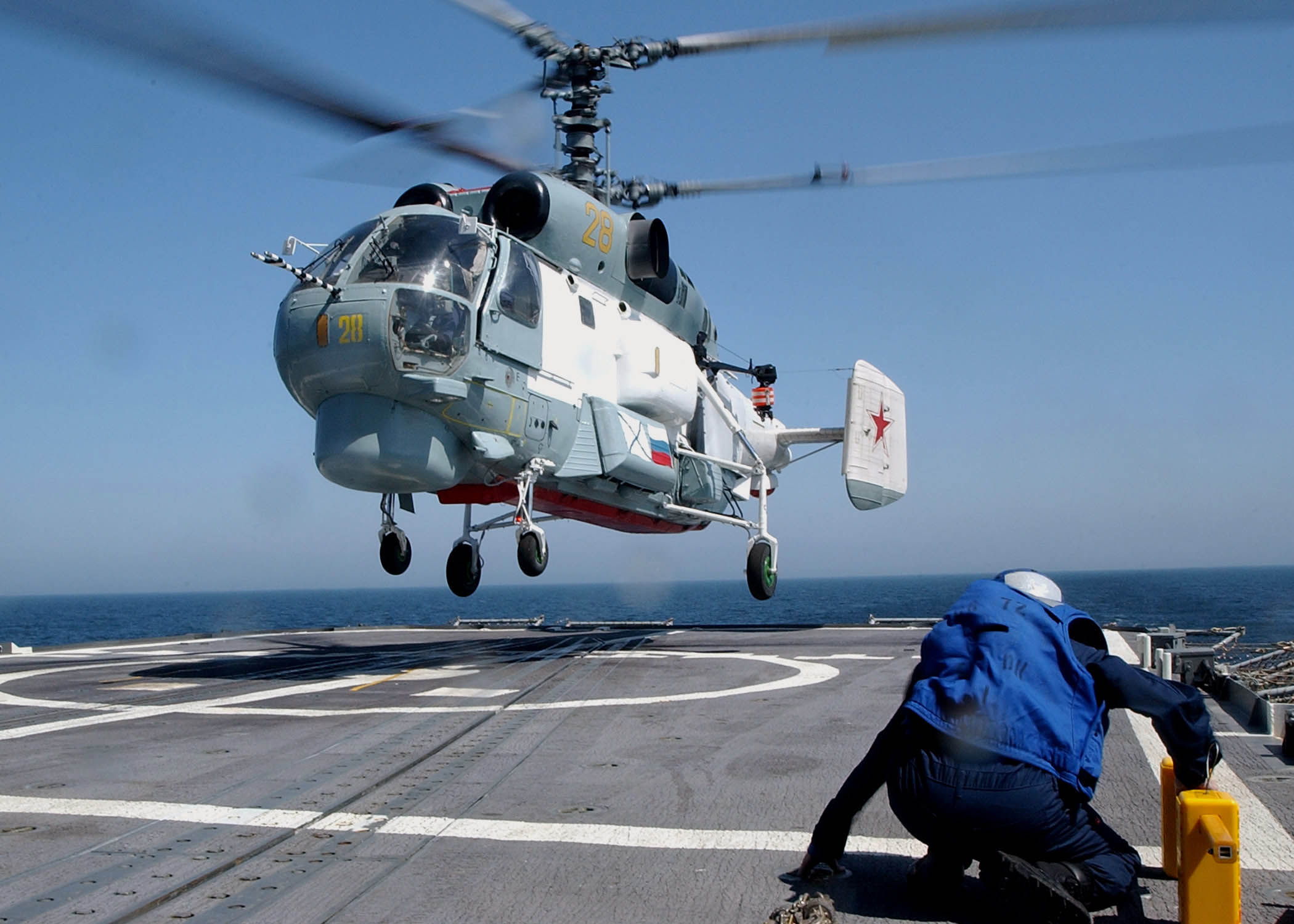
カモフ Ka-27PS
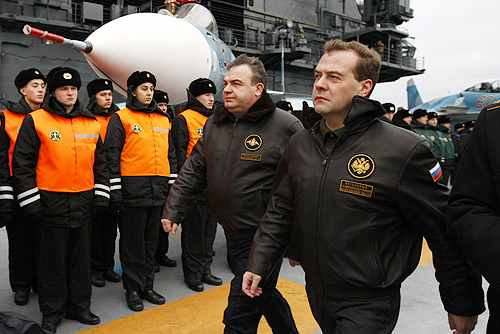
メドヴェージェフ大統領の訪問を受けて整列する空母「アドミラル・クズネツォフ」乗組員